# Sheriff Woody
El Sheriff Woody Pride, también conocido simplemente como Woody, es un personaje que aparece en la franquicia de Toy Story de Disney y Pixar. Sus rasgos faciales están basados en Tone Thyne, un ex animador de Disney.
El personaje es interpretado por Tom Hanks en su versión original en inglés, doblado por Carlos Segundo (Toy Story y Toy Story 2) y Arturo Mercado Jr. (Toy Story 3 y Toy Story 4) en Latinoamérica, y por Óscar Barberán en España. La voz original para los videojuegos, miniseries y otros medios de la saga es de Jim Hanks.

## Características
Woody es un muñeco de vaquero. Su caja de voz que se activa con una cuerda que tiene una arandela con la que es capaz de decir muchas frases conocidas como "¡Eres mi alguacil preferido!", "¡Hay una serpiente en mi bota!" Y "Alguien ha envenenado el abrevadero!". Como se menciona en Toy Story 2, su construcción incluye una "cara pintada a mano, chaleco teñido con pigmento natural" y un "sombrero de polivinilo cosido a mano". Woody lleva una funda de pistola vacía en su cinturón. Es el juguete favorito de Andy desde el jardín de infancia, con un lugar especial en la cama, y es el líder y el cerebro de los juguetes en la habitación de Andy. En Toy Story 2, se revela que se basa en el personaje principal de un popular programa de televisión de 1950, Woody's Roundup. Cuando Al está negociando con la madre de Andy en un intento de llevarse a Woody, la madre de Andy rechaza la oferta de Al, afirmando que Woody es "un viejo juguete familiar". 
El director de Toy Story, John Lasseter, dijo que "siempre pensamos que Woody era algo así como un regalo a Andy de parte de su padre". Woody es interpretado por Tom Hanks en las películas y por su hermano Jim Hanks en otras ocasiones.
En las tres películas, Woody hace dos amistades fuertes con Buzz y Jessie. Al principio, cuando Buzz se convierte temporalmente en el juguete favorito de Andy, Woody intenta sacarlo de la habitación, pero accidentalmente lo tira por la ventana. Sin embargo, cuando fueron encontrados y tomados por el travieso vecino Sid, Woody y Buzz trabajan juntos para escapar. A partir de este momento, él y Buzz se hacen más cercanos. Aunque Woody y Jessie discuten entre ellos a veces, todavía son amigos cercanos.
Woody lleva el nombre de Woody Strode, un actor de personajes conocido por muchos papeles en películas occidentales. Fue revelado en agosto de 2009 por Lee Unkrich, director de Toy Story 3, que el apellido oficial de Woody es "Pride". Unkrich declaró en su cuenta de Twitter que "el nombre completo real de Woody es 'Woody Pride', y lo ha sido desde los primeros días en el desarrollo de Toy Story original.

## Apariciones

### Películas

#### Toy Story
En Toy Story, Woody es el juguete favorito de su dueño Andy Davis, y el líder de los juguetes en la habitación de Andy. Sin embargo, su posición se ve afectada por la llegada de Buzz Lightyear, una figura de acción de astronauta basado en una película que había visto previamente Lightyear] qué Andy obtiene como regalo de cumpleaños. Buzz está convencido de que él es un verdadero explorador espacial. Celoso, Woody usa la creencia de Buzz del explorador espacial en su contra para tratar de noquearlo, con la esperanza de mantener su estatus como el juguete favorito de Andy. Como consecuencia, Buzz cae por la ventana abierta del cuarto de Andy y el Señor cara de papa y los otros juguetes acusan a Woody por deshacerse de Buzz a propósito, a pesar de los intentos de Woody de convencerlos de que fue solo un accidente, por lo que los juguetes se vuelven antagónicos hacia él.
El plan de Woody inicialmente resulta efectivo, ya que Andy lo lleva en el viaje en automóvil al establecimiento de pizzerías «Pizza Planet»; sin embargo, se encuentra con Buzz, que se había subido al parachoques del auto mientras la camioneta salía del estacionamiento de la casa y entraba por el techo solar abierto mientras el auto se dirigía una gasolinera. Buzz empuja a Woody fuera de la furgoneta para vengar lo que le había hecho, y ambos acaban entrando en pelea de nuevo. Como resultado, terminan quedándose atrás, pero logran engancharse a un camión de reparto de Pizza Planet que se dirigía a ese mismo lugar. Una vez en mi suelo 
Tras acabar en la casa de Sid, y con la familia de Andy a punto de mudarse a una nueva casa, Woody se desespera por planear una escapada, al mismo tiempo que se encuentra con los juguetes monstruosamente reconstruidos por Sid, que en resultan ser bastante amables y hospitalarios. A medida que la película avanza, Woody y Buzz buscan la forma de escapar de la casa de Sid, y Buzz descubre que es un juguete en lugar de un explorador espacial tras ver un anuncio en televisión con su imagen. Cuando Sid llega, toma a Buzz para hacerlo volar en pedazos usando un cohete de fuegos artificiales. Woody planea una misión de rescate solicitando ayuda de los juguetes de Sid, logrando asutarlo tras cobrar vida frente a él. 
Una vez logrado el escape de la casa de Sid, Woody intenta subirse al camión de mudanza de la familia de Andy, que contiene una caja donde se encuentran sus juguetes. Woody intenta usar el auto de juguete RC para rescatar a Buzz de Scud; el perro de Sid, que les había perseguido desde que habían escapado de la casa, pero los otros juguetes de Andy (pensando que Woody había matado a Buzz y a RC) lo antagonizan de nuevo y lo tiran del camión de mudanza. Buzz y RC recogen a Woody, y una vez que los otros juguetes se dan cuenta de que Buzz y RC están vivos, intentan ayudarlos a volver a subir a bordo. Buzz y Woody logran volver a donde Andy y se reconcilian, y Woody es aceptado nuevamente entre los otros juguetes, compartiendo junto a Buzz el puesto de los juguetes favoritos de Andy.

#### Toy Story 2
En Toy Story 2, Woody se está preparando para ir con Andy a «Cowboy Camp», pero su brazo se rompe accidentalmente y Andy decide no llevarlo al campamento. Woody termina en un estante y teme lo peor por su destino. Un pingüino de juguete chillón llamado Wheezy también está en el estante con un chirrido roto. La madre de Andy tiene una venta de garaje y marca a Wheezy para venderse por 25 centavos. Woody salva a Wheezy con la ayuda del nuevo cachorro de Andy, Buster. Sin embargo, Woody es robado por un coleccionista de juguetes codicioso llamado Al McWhiggin. En el departamento de Al, Woody descubre su pasado olvidado y su legado como la estrella de un espectáculo infantil de los años 50 llamado Woody's Roundup, y se entera de que será enviado a Japón para exhibirse en un museo de juguetes. Para empeorar la situación, uno de los juguetes de la franquicia, Stinky Pete, intenta asegurarse de que Woody y el resto de los juguetes «Roundup» lleguen a Japón. Se revela que Stinky Pete nunca se vendió y nunca había experimentado el amor de un niño durante décadas. Al McWhiggin llama a un experto en restauración para arreglar el brazo derecho de Woody. Después de eso, Stinky Pete convence a Woody para que acepte el plan después de que Buzz y algunos de los juguetes de la primera película llegan para rescatar a Woody, quien cambia de opinión después de ver un episodio de Woody's Roundup en el que canta «Hay un amigo en mí». Stinky Pete es capaz de evitar que Woody se vaya por los pernos de la rejilla de ventilación a través de los cuales Buzz y los demás lograron entrar al departamento de Al.
Woody y los otros miembros de la pandilla «Roundup» son empacados para ir a Japón. Sin embargo, los otros juguetes alcanzan a Al en la terminal de cargas y siguen su equipaje hacia el área de manejo, camino a la carga del camión. Finalmente, Buzz logra rescatar a Woody, junto con Jessie y el caballo de juguete Tiro al Blanco. Mientras éstos se encontraban rodando por el predio, Stinky Pete quedó empaquetado en una caja de botellas de bebidas alcohólicas a punto de ser comercializada a un supermercado por venganza y para que aprendiera a mejorar sus modales. Woody y Jessie escapan por medio de la escotilla de salida de emergencia del furgón antes de que fuese demasiado tarde, y Buzz los rescata montado sobre Tiro al Blanco. Jessie y el caballo son llevados a la habitación de Andy por Woody y Buzz, y se demuestra que la única evidencia de su aventura en la ciudad es cuando dos vecinos salen a buscar un portacargas de la aduana, que los juguetes usaban para llegar a casa a tiempo para el regreso de Andy, estacionado en el patio, se pregunta cómo llegó allí. En el final, Woody es arreglado por Andy, y es bienvenido a casa con Wheezy, cuyo chirrido ha sido arreglado, y logra cantar la canción "Yo soy tu amigo fiel".

#### Toy Story 3

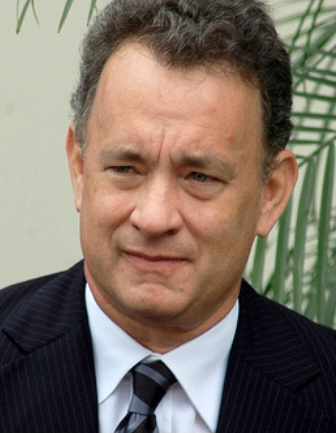
Tom Hanks, actor de voz principal de Woody.

En Toy Story 3, Andy, el dueño de Woody, cumple 20 años y se prepara para ir a la universidad. Andy elige llevarse a Woody con él y guarda el resto de los juguetes en una bolsa de basura para que los almacene en el ático, pero la madre de Andy los confunde con la basura y los juguetes se las arreglan para escapar de un camión de basura. Woody intenta convencerlos de que Andy no tenía la intención de tirarlos, pero se niegan a creerle. Cuando los juguetes se encuentran en una guardería y deciden quedarse, Woody intenta regresar con Andy, pero una niña llamada Bonnie la lleva a su casa, donde se hizo amiga de sus juguetes. Más tarde, Woody regresa a la guardería, donde los juguetes de Andy han sido encarcelados por el líder amargo de los juguetes de guardería, Lots-O-Huggin 'Bear. Woody les ayuda a escapar, pero en un enfrentamiento con Lotso es arrastrado a un contenedor de basura con un camión de basura acercándose, forzando al resto de los juguetes de Andy a seguir también. Los llevan a un vertedero, donde a pesar de sus intentos de cambiar su corazón, Lotso los abandona a la muerte con una cinta transportadora que se dirige a un incinerador. Resignados a su destino, son rescatados en el último minuto por Squeeze Toy Aliens. De vuelta en Andy's, Woody se las ingenia para que todos los lleven a la casa de Bonnie, donde Andy los pasa a disfrutar de la vida con un nuevo dueño. Mientras Andy se marcha a la universidad, Woody le dice un emotivo y final adiós, diciendo "Adiós, vaquero".

#### Toy Story 4
Siete años antes de los eventos de la tercera película, mientras Woody todavía estaba con su antiguo dueño Andy, rescata a Control, un coche de control remoto de ser arrastrado por la lluvia luego de que fuera olvidado afuera. Ese mismo día fue cuando se llevaron a Bo Peep, pues la regalaron debido a que Molly ya había crecido. Nueve años después (Toy Story 4 transcurre dos años después de los eventos de la 3), Woody está prácticamente en el abandono debido a que Bonnie, la niña con la que Andy dejó a sus juguetes, ya no juega con él y únicamente le retira su placa de Sheriff para colocarsela a Jessie. Por la misma época, Bonnie empieza la escuela y debido a que es una etapa difícil para ella, Woody decide acompañarla. En la escuela, la niña tiene problemas para socializar con los otros niños y Woody la ayuda llevándole material, con el que construye un nuevo juguete con una cuchara-tenedor, plastilina, un palito de paleta y limpiapipas al que llama Forky. Sin embargo, el nuevo juguete piensa que es basura, y debido a esto, en un viaje en carretera con la familia de Bonnie, Forky salta de la caravana en la que viajaban y Woody va por él. Cuando tratan de alcanzar la caravana, Woody y Forky se encuentran en una tienda de antigüedades la lámpara de Bo Peep y este decide entrar. Ahí conoce a Gabby-Gabby, una muñeca con un defecto en su caja de voz y que quiere utilizar las piezas de la del vaquero para repararla. Woody logra escapar pero deja a Forky atrás. En un parque se reencuentra con Bo Peep y esta le ayuda a rescatar a Forky con ayuda de su amiga Gigle McDimples a los que se agregarían después Buzz, dos peluches de nombre Bunny y Ducky y el muñeco de un acróbata canadiense de nombre Duke Caboom. No lo logran, y Woody finalmente accede ayudar a Gabby-Gabby a reparar su caja de voz para ayudarla a cumplir su sueño de ser amada por una niña. Cuando se están despidiendo de Bo Peep, Buzz comprende que Woody quiere estar con Bo Peep y le dice que Bonnie estará bien por lo que el vaquero decide dejar a sus amigos para irse con el amor de su vida.

## Inspiración
Woody está inspirado en el juguete infantil preferido del productor ejecutivo y director de las dos primeras entregas de la franquicia John Lasseter. El animador/director Bud Luckey diseñó el personaje para hacer de él un verdadero vaquero.